# Irene Visedo
Irene Visedo Herrero (Madrid, 16 de julio de 1978) es una actriz española de cine, teatro y televisión.

## Biografía
Desde los catorce años comenzó a formarse profesionalmente con diferentes profesionales en diversos métodos y concepciones del trabajo actoral: Sala de Teatro Cuarta Pared, Estudio de Teatro Recabarren, Ana Vázquez de Castro, Teatro de Cámara Antón Chéjov de Madrid, Estudio Schinca, Escuela de Teatro de Mar Navarro y Andrés Hernández, Lucía Esteban, Arnold Taraborrelli, Bob McAndrew, Sergei Ostrenko, Río Abierto España, Lorena García de las Bayonas y sus dos referentes más importantes: El Teatro de La Abadía dirigido por José Luis Gómez y el Estudio de Juan Carlos Corazza.
Con 18 años participó en su primer largometraje, El ángel de la guarda (1996) de Santiago Matallana e inició una participación en diferentes proyectos teatrales y cinematográficos, entre los que cabría destacar sus interpretaciones en las obras teatrales Fausto de Goethe (1997-1998) dirigida por José Luis Gómez en el Teatro de la Abadía y Trabajos de amor perdidos de William Shakespeare (1998) o su participación en cortometrajes como Paraíso (1997) de Jesús Almendro, con gran éxito.
En el 2000 estrenó Cascabel de Daniel Cebrián, su segundo largometraje con el que obtuvo, el Premio Alberic a la mejor actriz y el Premio a la mejor actriz revelación del Festival de Cine de Toulouse (Francia). Posteriormente participó en El espinazo del diablo (2001) de Guillermo del Toro, La mujer de mi vida (2001) de Antonio del Real o en Los pasos perdidos (2001) de Manane Rodríguez, por la que fue nominada para dos premios: el Premio Sensación y el Premios Cóndor de Plata.
En 2001, se incorporó al elenco de la serie Cuéntame como pasó, en el papel de Inés Alcántara, la hija mayor de la familia protagonista de la serie de Televisión Española. Este papel le reporta una gran popularidad, aunque decidió abandonarlo en 2007. Su labor en la serie recibió una nominación a mejor actriz revelación en los Premios de la Unión de Actores y Actrices de 2002.
En 2008, intervino en tres largometrajes: La mujer del anarquista, de Marie Noelle y Peter Sehr, Carlitos y el campo de los sueños de Jesús del Cerro y Amores locos de Beda Docampo Feijóo. Por su interpretación en esta última, recibe en 2009 el premio a la mejor actriz del Festival de Cine de Toulouse.
Retomó un año después su actividad teatral con Medida por medida de William Shakespeare, en un proyecto dirigido por Carlos Aladro y producida por el Teatro de La Abadía.
En 2010 interpretó a una joven Cayetana Fitz-James Stuart, duquesa de Alba, en el telefilme La duquesa, miniserie que fue vista por más de cuatro millones de telespectadores.
En 2012, regresó a la gran pantalla para estrenar La Senda, dirigida por Miguel Ángel Toledo con guion de Juan Carlos Fresnadillo. Ese mismo año participó en el montaje de La gaviota de Chejov, dirigida por Rubén Ochandiano quien en la realización de su primer largometraje Cuento de verano (2014), también contó con la actriz.
En 2015 retoma ocho años después, su papel de Inés Alcántara en Cuéntame cómo pasó. Ese mismo año publica el libro de autoayuda Sencillamente mindfulness.

## Filmografía

### Cine
| Año  | Título                                 | Personaje         | Dirección                   |
| ---- | -------------------------------------- | ----------------- | --------------------------- |
| 1996 | El ángel de la guarda                  | Aitana            | Santiago Matallana          |
| 2000 | Cascabel                               | Cascabel          | Cebrián                     |
| 2001 | La mujer de mi vida                    | Silvia            | Antonio del Real            |
| 2001 | Los pasos perdidos                     | Mónica Erigaray   | Manane Rodríguez            |
| 2001 | El espinazo del diablo                 | Conchita          | Guillermo del Toro          |
| 2002 | Entre abril y julio                    | Ingrid            | Aitor Gaizka                |
| 2004 | Don Juan Itinerante (Película TV)      | Doña Inés         | Natalia Menéndez            |
| 2007 | El hombre de arena                     | Carmen            | José Manuel González-Berbel |
| 2008 | Carlitos y el campo de los sueños      | Maite             | Jesús del Cerro             |
| 2008 | La mujer del anarquista                | Paloma adulta     | Marie Noelle y Peter Sehr   |
| 2009 | Amores locos                           | Julia             | Beda Docampo Feijóo         |
| 2009 | Un ajuste de cuentas                   | María Jesús Ponce | Manane Rodríguez            |
| 2010 | Las sombras de la paciencia            |                   | Roberto Lozano              |
| 2012 | La senda                               | Ana               | Miguel Ángel Toledo         |
| 2015 | Requisitos para ser una persona normal | Galerista         | Leticia Dolera              |
| 2015 | Francisco: El padre Jorge              | Rocio             | Beda Docampo Feijóo         |

### Televisión
- La duquesa (2010) como Cayetana, en Telecinco.
- Cuéntame cómo pasó (2001-2007, 2016-2023), como Inés Alcántara Fernández, en TVE.
- El gran reto musical (2017), como invitada, en TVE.

### Teatro
- Fausto (1997-1998) de Goethe, dirigida por Götz Loepelmann y José Luis Gómez y producida por Teatro de La Abadía.
- Trabajos de amor perdidos (1998), de William Shakespeare, dirigida por Carlos Marchena.
- Don Juan Tenorio (2004), de José Zorrilla, dirigida por Natalia Menéndez.
- Medida por medida (2009), de William Shakespeare, dirigida por Carlos Aladro y producida por Teatro de La Abadía.
- Mujeres que hablan de sí mismas (2010) dirigida por Javier Ruiz y María Pinto.
- La gaviota (2012) de Chéjov, dirigida por Rubén Ochandiano.

### Otros
Cortometrajes
| Año  | Título                          | Personaje | Dirección            |
| ---- | ------------------------------- | --------- | -------------------- |
| 1998 | Paraíso                         |           | Jesús Almendro       |
| 1999 | Insomnio de una noche de verano |           | Aitor Gaizka         |
| 2000 | Soirée                          |           | Aitor Gaizka         |
| 2000 | Moebio                          | Guiomar   | Zoe Berriatúa        |
| 2000 | La infanticida                  | Encargada | Pilar Ruiz-Gutiérrez |
| 2009 | Chupertópico                    | Alicia    | Pablo Álvarez        |
| 2013 | El lado frío de la almohada     | Ella      | Herminio Cardiel     |
| 2013 | El otro lado                    | Vanesa    | César De Nicolás     |

Videoclips
- Videoclip de Pablo Puyol Déjame (2006).
- Videoclip de Celia Flores Un consejo (2006).

## Premios y nominaciones
- Premio Nacional Alberic 2000 a la mejor actriz por Cascabel.
- Premio Festival de Cine de España de Toulouse 2000 a la mejor actriz revelación por Cascabel.
- Nominación al Premio Sensación 2000 a la mejor actriz revelación por Los pasos perdidos.
- Nominación al Premio Cóndor de Plata 2002 por Los pasos perdidos (junto a Carmen Maura, Ariadna Gil y Cecilia Roth).
- Nominación al Premio de la Unión de Actores 2002 a la mejor actriz revelación por Cuéntame cómo pasó.
- Premio a la mejor actriz del Festival de cine de España de Toulouse 2009 por Amores Locos.